# AudioOS
audioOS (オーディオオーエス、HomePodソフトウェア)はHomePodとHomePod mini向けにAppleが開発しているOSである。tvOSをベースに開発されており、
2018年2月9日にリリースされ、初代HomePod向けに開発された。

## 来歴
HomePod向け初のアップデート iOS 11.3の後、低音やラウドネスが低下したとの苦情が出た。 アップデートにHomePodのイコライザー設定が含まれていることをAppleは否定したが、Houston Chronicle のDwight Silvermanは、これらの見解に同意している。
iOS 13.2には、システムリセットを試みるとHomePodsが壊れるバグがあり、このアップデートは取り下げられた。
audioOS 14.1でインターフォン機能が追加された。
2021年、Appleの求人情報に、存在しない「homeOS」が記載されており、Apple TVとHomePodを統合したリビングルーム向けのApple製品の可能性について、以前Bloombergがリークした内容と合致していた。

## 機能性
audioOSでユーザが直接触れる機能は、 AirPlay 2とSiriである。

## 開発
iOSのフォークから始まった開発は、13.4の後からtvOSのフォークへと変更された。 FOTAで自動アップデートが行われるが、Homeアプリで手動でも行える。
Appleは公には"HomePodソフトウェア"と呼んでいるが、HomePod向け.ipswファイルのマニフェストには"audioOS"と記載されている。

## バージョン履歴
| 名称                           | バージョン | リリース日    |
| ------------------------------ | ---------- | ------------- |
| iOS 11                         | 11.4.1     | 2018年7月9日  |
| iOS 12                         | 12.4       | 2019年7月17日 |
| iOS 13                         | 13.4.8     | 2020年6月1日  |
| HomePod Software 14            | 14.7       | 2021年7月19日 |
| HomePod Software 15            | 15.6       | 2022年7月20日 |
| HomePod Software 16            | 16.6       | 2023年5月18日 |
| HomePod Software 17            | 17.6       | 2023年9月18日 |
| HomePod Software 18            | 18.0       | 2024年9月17日 |
| 凡例: 過去 現行 将来のリリース |            |               |

## 参照
- HomePod
- HomePod mini
- Fuchsia (operating system) - Google Home向けの類似したOS